# Ergisch
Ergisch je obec ve švýcarském kantonu Valais, okrese Leuk. Žije zde 184 obyvatel.

## Geografie
Ergisch leží v nadmořské výšce kolem 1090 m na terase ve výšce necelých 500 m nad údolím Rhôny, východně od východu z údolí Turtmanntal, přicházejícího z jihu. Nejvyšším bodem obecního katastru je 3201 metrů vysoký Schwarzhorn.

## Historie
Argessa je historický název obce Ergisch (první zmínka roku 1203). Přibližný význam zní „bílá/stříbrná skála“. Takovou barvu má i hornina, na níž je horská vesnice postavena.
Z roku 1497 první obecní stanovy (cech zemědělců). V 15. a 16. století se obec vykupovala z různých desátků a pravděpodobně kolem roku 1600 vyhořela. Ergisch patřil do roku 1663 k farnosti Leuk, poté k farnosti Turtmann. V roce 1798 byla zřízena fara, která byla v roce 1861 povýšena na farnost. Kostel Heiliggeistkirche byl postaven v roce 1890 v novorománském slohu. Kolem roku 1900 místní obyvatelé ve velkém emigrovali do USA a Jižní Ameriky. Tradiční horské zemědělství zde převládalo až do 60. let 20. století, kdy vesničané přešli na práci v továrnách v údolí Rhôny (Steg, Chippis, Visp) a extenzivní zemědělství (chov ovcí). Později začal hrát stále větší roli cestovní ruch. V roce 1953 byla postavena lanovka do údolí Rhôny (zrušena v roce 1981) a v roce 1962 byla otevřena silnice.

## Obyvatelstvo

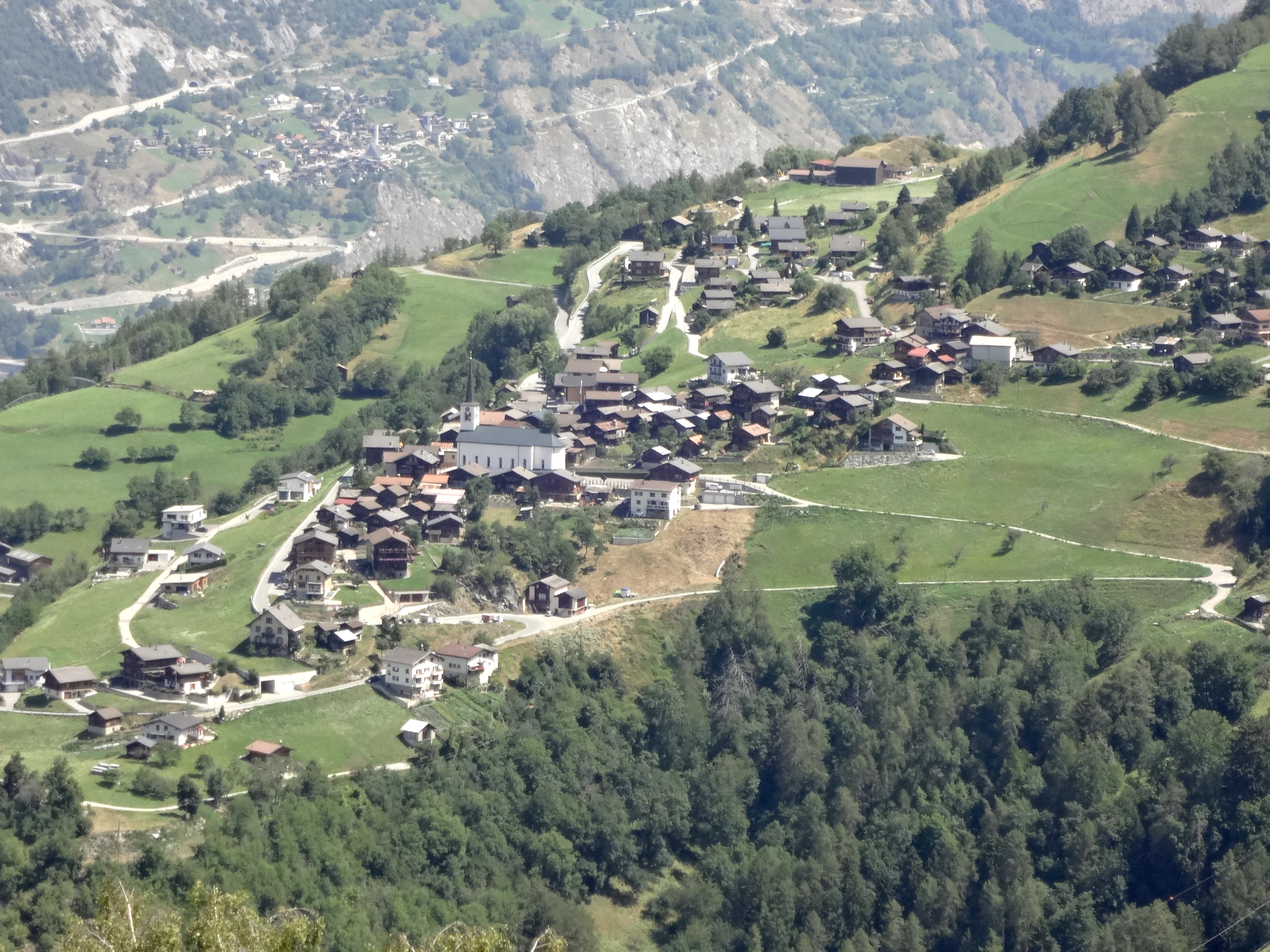
Ergisch

| Rok            | 1802 | 1850 | 1900 | 1950 | 2000 | 2010 | 2012 | 2014 | 2016 |
| Počet obyvatel | 210  | 270  | 270  | 247  | 176  | 188  | 202  | 189  | 186  |

## Doprava
Vedlejší silnice spojují Oberems s obcí Turtmann-Unterems na dně údolí Rhôny a obcí Eischoll. Nejbližší železniční zastávkou je Turtmann na Simplonské dráze (Brig–Sion).